# Laitu Chin jezik
Laitu Chin jezik (ISO 639-3: clj; neaktivan; ostali nazivi: hio bei, laitu kheu, hle-tu, daitu, songlai, leitu, laikhy), danas još uvijek nepriznati jezik tibetsko-burmanske porodice, kojim go vori oko 15.000 ljudi u oko 3000 domaćinstava u naseljeima Minpya, Mrauk-U i Myepung u burmanskom distriktu Sittwe, država Rakhine.
Podklasificiran je u južne kuki-chin jezike, a najbliži srodnici su mu sungtu chin i uppu chin. Sami sebe zovu Laitu.